# مارتين اندروز
مارتين اندروز (بالإنجليزية: Martyn Andrews)‏ هو مقدم تلفزيوني بريطاني، ولد في 9 أبريل 1979 في Crosby, Merseyside ‏ في المملكة المتحدة.

## وصلات خارجية
- الموقع الرسمي